# Carabodes bicolor
Carabodes bicolor är en kvalsterart som beskrevs av Balogh 1958. Carabodes bicolor ingår i släktet Carabodes och familjen Carabodidae. Inga underarter finns listade.